# Базинер, Оскар Фёдорович
Оскар Фёдорович Базинер (нем. Basiner Oskar Friedrich, 1857—1909) — филолог, эпиграфист, доктор римской словесности, доцент Новороссийского университета, профессор Варшавского университета. Поэт-дилетант, переводчик.

## Биография
Сын Фёдора Ивановича Базинера, известного путешественника и ботаника (предки отца были родом из Италии). С 1863 года воспитывался в Дрездене при участии дяди по матери Павла Васильевича Беккера. Учился в гимназии Гёльбе (Дрезден) и Дерптской гимназии. В 1875—1878 годах занимался классической филологией в Дерптском университете, среди его университетских наставников профессора Людвиг Мендельсон и  Лео Мейер.  После выпуска два года стажировался за границей, преимущественно в Германии (Бонн, Берлин). Под впечатлением от лекций историка Генриха Ниссена обратился                           к исследованию римской исторической прозы на материале «Записок о гражданской войне» Цезаря. Магистерскую диссертацию «De Bello civili Caesariano. Quaestiones Caesarianae» защитил в Дерпте в 1883 году.
С 1881 года служил в Москве: помощник библиотекаря Румянцевского музея, преподаватель древних языков в Петропавловском мужском училище. В 1885 году хлопотами Ивана Владимировича Цветаева был направлен в Рим, где стажировался в области античной археологии. По возвращении приступил к чтению лекций по римской словесности в Новороссийском университете (приват-доцент 1886, штатный доцент 1887), также учительствовал в 1-й и 2-й одесских гимназиях. Регулярно выезжал за границу для научных занятий. С темой докторской диссертации окончательно определился, по-видимому, к середине 1890-х годов, при участии боннского филолога Франца Бюхелера, дочь которого Лиза стала женой Базинера. Защитил диссертацию «Ludi saeculares. Древнеримские секулярные игры» в Новороссийском университете в 1902 году (Макарьевская премия 1903). В 1897 году Базинер перешёл в Варшавский университет на должность экстраординарного профессора по кафедре римской словесности. С особым удовольствием читал курсы по римской поэзии, считался неплохим переводчиком: опубликованы его переводы из Лукреция (Вестник Европы. 1893, № 2) и Рутилия Намациана (ЖМНП. 1895, № 8—9).
Научные и научно-популярные публикации Базинера посвящены преимущественно сюжетам из римских древностей и сравнительного изучения литератур: «Помпеи» (Русское обозрение. 1892, № 7—8), «Народные сказания о происхождении детей» (Варшава, 1902), «Идея о прошедшем и будущем золотом веке человечества» (Русская мысль. 1902, № 11) «О малярии в древнем Риме» (ЖМНП. 1893, № 5), «Древний римский форум в свете новейших раскопок» (Варшавские университетские известия. 1904, № 1) и др.
Выпустил две книги собственных стихов «Стихотворения О. Базинера» (Одесса, 1902) и «Радостные, печальные и торжествующие песни жизни и смерти, смерти и жизни» (Варшава, 1906).
К 1907 году здоровье Базинера, с молодости жаловавшегося на приступы «сильной неврастении», резко пошатнулось, он был вынужден подать в отставку. Родные перевезли его для лечения в Германию, где он и умер 7 (20) марта 1909 года.